# پیر دوگاک
پیرو دوگاک 
(به بوسنیایی: Pierre Dugac) (زاده ۱۲ ژوئیه ۱۹۲۶ در بوسانکا دوبیکا- درگذشته ۷ مارس ۲۰۰۰ در پاریس) تاریخنگار ریاضیات اهل یوگسلاوی سابق (بوسنی و هرزگوین فعلی) بود. او بیشتر به دلیل پژوهشهایش در زمینه آنالیز ریاضی و پیشرفت تند آن در سده نوزدهم و آغاز سده بیستم نامبردار است. 
دوگاک در سال ۱۹۴۵ یوگسلاوی را ترک گفت و از راه ایتالیا به فرانسه رفت. وی در ۱۹۶۶ تابعیت فرانسوی را دریافت کرد. او ابتدا ادبیات و سپس ریاضیات تحصیل کرد و در سال ۱۹۶۴ به استادیاری دانشگاه پیر و ماری کوری در پاریس رسید و تا زمان بازنشستگی در سال ۱۹۹۱ در همان دانشگاه ماند. در سال ۱۹۷۸ دکترای تاریخ ریاضی را با موضوع تاریخ مبانی آنالیز کوشی و بایر دریافت کرد. او مدیر سمینارهای تاریخ ریاضی در موسسه هانری پوانکاره در پاریس بود و از سال ۱۹۸۰ مجله های آنرا منتشر می کرد. او همچنین زندگینامه ای برای ژان دیودونه نوشت. دوگاک کتابی به نام «ریشار ددکیند و مبانی آنالیز نگاشته» است. 